# Burlington, Ontario
Burlington är en stad i södra Ontario, Kanada. Den har 164 415 invånare (2006) på en yta av 185,74 km², varav 160 684 invånare bor i själva tätorten. Staden ligger sydväst om Toronto, i den så kallade Gyllene hästskon vid Ontariosjön, och ingår i Hamiltons storstadsområde. Burlington grundades år 1874 genom en sammanslagning av två samhällen, och fick stadsrättigheter 1974. I Burlington finns Kanadas största botaniska trädgård.